# Vincent Paronnaud

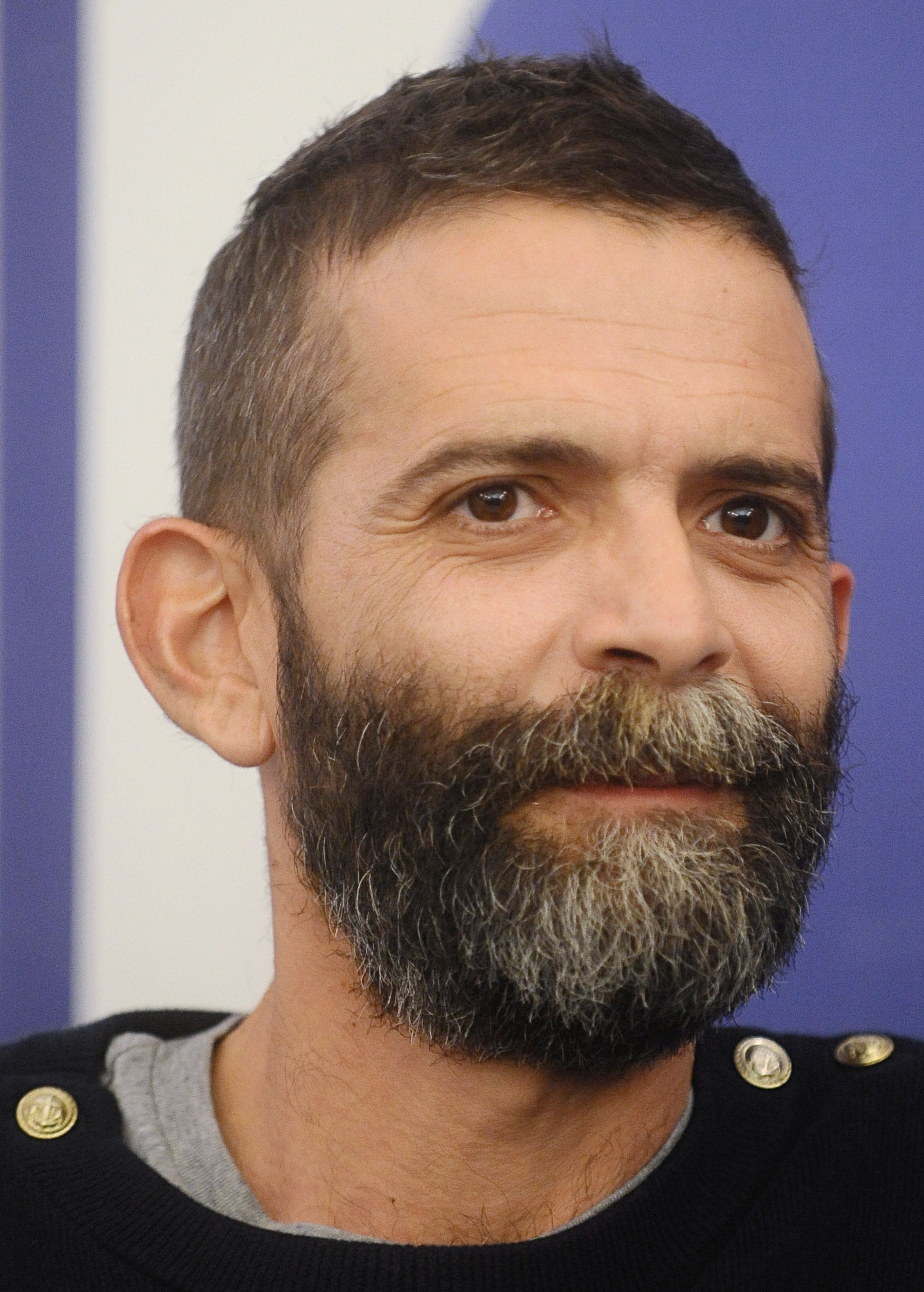
Winshluss - Lucca Comics & Games 2015

Vincent Paronnaud, Winshluss, es un historietista y cineasta francés nacido en 1970 en La Rochelle.

## Publicaciones
- Super negra
- Comix 2000
- Welcome to the death club
- Monsieur Ferraille
- Pat Boon - "Happy End"
- Pinocchio
- Smart Monkey
- Wizz et Buzz
- In god we trust

## Películas
- Persépolis (2007)
- Pollo con ciruelas (2011)

## Cortometrajes
- Raging Blues
- O’ boy, What nice legs!
- La muerte, papá e hijo

## Premios y distinciones
Premios Óscar
| Año  | Categoría                   | Película   | Resultado |
| ---- | --------------------------- | ---------- | --------- |
| 2008 | Mejor película de animación | Persépolis | Nominada  |

Festival Internacional de Cine de Cannes
| Año  | Categoría         | Película   | Resultado |
| ---- | ----------------- | ---------- | --------- |
| 2007 | Premio del Jurado | Persepolis | Ganador   |